# Waiporia extensa
Waiporia extensa là một loài nhện trong họ Orsolobidae.
Loài này thuộc chi Waiporia. Waiporia extensa được Raymond Robert Forster miêu tả năm 1956.